# Juan Bautista Valldecabres
Juan Bautista Valldecabres Rodrigo (Cuart de Poblet, 1861 - Valencia, 1936) fue un empresario y político de la Comunidad Valenciana, España. Fue uno de los principales terratenientes de la huerta valenciana, presidente de Electro Hidráulica del Turia y militante del Partido Conservador. Fue presidente de la Diputación de Valencia y diputado al Congreso por el distrito electoral de Torrente en las elecciones generales de 1914, 1918, 1919 y 1920, y senador en 1916 y 1923.
Durante estos años ejerció numerosos cargos, como el de presidente de la Cámara de la Propiedad Urbana, consejero de la Junta de Obras del Puerto de Valencia y socio protector de la Asociación de la Prensa de Valencia. En 1935, establecida la Segunda República, ingresó en la Derecha Regional Valenciana. Cuando se produjo el golpe de Estado que dio lugar a la Guerra Civil permaneció en Valencia, aunque le aconsejaron volver a Quart.  Fue detenido en Valencia el 30 de julio y llevado preso a la Cárcel Modelo de Valencia, hasta que fue asesinado el 26 de agosto de 1936 junto con Enrique Trénor Despujol y Conrado Díaz Martínez por elementos anarquistas.